# Frédéric Monier (Politiker)
Frédéric Monier (* 24. April 1842 in Eyguières, Provence-Alpes-Côte d’Azur; † 13. April 1908 ebenda) war ein französischer Industrieller und Politiker. Er war von 1894 bis 1903 Mitglied des Senats.
Monier machte als Industrieller in der Seifenproduktion Karriere. Als solcher war er Mitglied der Handelskammer von Marseille. Nebenberuflich war er in der Politik tätig und wurde zuerst Mitglied des Gemeinderats seines Heimatortes Eyguières. 1870 zog er in den Generalrat des Départements Bouches-du-Rhône ein. Er nahm als Soldat am Deutsch-Französischen Krieg teil. 1877 wurde er zum Bürgermeister von Eyguières und wenig später auch zum Präsidenten des Generalrats gewählt. 1894 wurde Monier in den Senat gewählt, trat 1903 aber nicht zur Wiederwahl an. Fünf Jahre später starb er. Monier war Ritter der Ehrenlegion, Großoffizier des Nischan el Iftikhar sowie Träger des Ordre des Palmes Académiques.